# Rezerwat przyrody Gubińskie Mokradła
Rezerwat przyrody Gubińskie Mokradła – rezerwat faunistyczny położony na terenie miasta Gubin w powiecie krośnieńskim (województwo lubuskie).
Obszar chroniony utworzony został 25 marca 2011 r. na podstawie Zarządzenia Nr 11/2011 Regionalnego Dyrektora Ochrony Środowiska w Gorzowie Wielkopolskim z dnia 1 marca 2011 r. w sprawie uznania za rezerwat przyrody o nazwie „Gubińskie Mokradła” (Dz. Urz. Woj. Lub. Nr 30 poz. 605 z dnia 10.03.2011 r.).
Rezerwat ma powierzchnię 99,8019 ha i znajduje się na terenie miasta Gubin (obręb 1, dz. ewid. 16 i 19/2), na wschód od nieczynnego lotniska i ok. 2 km na północ od centrum miasta. Obszar rezerwatu to kompleks mokradeł położonych w obniżeniu terenu, w pobliżu cieku Budoradzanka. Tereny te stanowiły poligon wojskowy, od lat 80. XX wieku należały do Agencji Mienia Wojskowego. Od początku lat 90. trwały starania o objęcie tych obszarów ochroną. Ostatecznie wniosek o powołanie rezerwatu złożono w październiku 2008, a konsultacje zakończyły się w marcu 2011. Tereny zostały odkupione przez członka Klubu Przyrodników Remigiusza Wachowiaka i zostały drugim w historii Polski rezerwatem położonym na ziemi prywatnej.
Cel ochrony stanowi „zachowanie populacji ptaków wodnych i błotnych oraz najcenniejszych pod względem ornitologicznym siedlisk będących ostoją w okresie lęgów jak i podczas wędrówek”. Stwierdzono tu występowanie 116 gatunków ptaków, w tym ponad 100 lęgowych lub prawdopodobnie lęgowych. Należą do nich gatunki chronione w Unii Europejskiej (batalion, bielik, błotniak stawowy, bocian biały i czarny, czapla biała, dzięcioł czarny, kania czarna, kania rdzawa, łabędź krzykliwy, lerka, rożeniec i zimorodek), w tym te mające na terenie rezerwatu lęgowiska (bąk, derkacz, kropiatka, gąsiorek, jarzębatka, rybitwa czarna, zielonka i żuraw), a także gatunki charakterystyczne dla mokradeł (gęgawa, cyranka i cyraneczka, płaskonos, krakwa, perkoz rdzawoszyi, kszyk, czajka) oraz liczne wróblowe (świerszczak, brzęczka, kląskawka i świergotek łąkowy), a także inne (m.in. kumak nizinny i traszka).
Wśród roślin obszaru znajdują się 182 taksony (większość w randze gatunku) roślin, w tym gatunki zaroślowe i leśne, a także kserotermiczne i charakterystyczne dla mokradeł.
Rezerwat nie ma jeszcze planu ochrony, posiada natomiast obowiązujące zadania ochronne, na podstawie których obszar rezerwatu objęty jest ochroną czynną.